# Liste des chapitres et épisodes de Nodame Cantabile
Cet article a pour but de recenser les chapitres du manga Nodame Cantabile, ainsi que les épisodes des adaptations en anime et drama.

## Manga

### Édition simple
| no | Japonais          | Japonais          | Français         | Français          |
| no | Date de sortie    | ISBN              | Date de sortie   | ISBN              |
| --- | ----------------- | ----------------- | ---------------- | ----------------- |
| 1 | 11 janvier 2002   | 4-06-325968-4     | 7 janvier 2009   | 978-2-84599-994-7 |
| Instrument joué par Nodame en couverture : PianoListe des chapitres : Leçons 1 à 6                         |                   |                   |                  |                   |
| 2 | 12 avril 2002     | 4-06-325982-X     | 7 mars 2009      | 978-2-8116-0021-1 |
| Instrument joué par Nodame en couverture : ViolonListe des chapitres : Leçons 7 à 12                       |                   |                   |                  |                   |
| 3 | 9 août 2002       | 4-06-325993-5     | 6 mai 2009       | 978-2-8116-0049-5 |
| Instrument joué par Nodame en couverture : Chef d'orchestreListe des chapitres : Leçons 13 à 18            |                   |                   |                  |                   |
| 4 | 13 décembre 2002  | 4-06-340411-0     | 1er juillet 2009 | 978-2-81160-083-9 |
| Instrument joué par Nodame en couverture : Flûte traversièreListe des chapitres : Leçons 19 à 23 HS 1      |                   |                   |                  |                   |
| 5 | 13 mars 2003      | 4-06-340423-4     | 9 septembre 2009 | 978-2-8116-0113-3 |
| Instrument joué par Nodame en couverture : VioloncelleListe des chapitres : Leçons 24 à 28 HS 2            |                   |                   |                  |                   |
| 6 | 11 juillet 2003   | 4-06-340438-2     | 4 novembre 2009  | 978-2-8116-0149-2 |
| Instrument joué par Nodame en couverture : Cor d'harmonieListe des chapitres : Leçons 29 à 34              |                   |                   |                  |                   |
| 7 | 10 octobre 2003   | 4-06-340451-X     | 6 janvier 2010   | 978-2-8116-0209-3 |
| Instrument joué par Nodame en couverture : HautboisListe des chapitres : Leçons 35 à 40                    |                   |                   |                  |                   |
| 8 | 12 mars 2004      | 4-06-340476-5     | 17 mars 2010     | 978-2-8116-0239-0 |
| Instrument joué par Nodame en couverture : GuitareListe des chapitres : Leçons 41 à 46                     |                   |                   |                  |                   |
| 9 | 11 juin 2004      | 4-06-340488-9     | 19 mai 2010      | 978-2-8116-02796  |
| Instrument joué par Nodame en couverture : TrompetteListe des chapitres : Leçons 47 à 52                   |                   |                   |                  |                   |
| 10 | 13 septembre 2004 | 4-06-340505-2     | 7 juillet 2010   | 978-2-8116-0313-7 |
| Instrument joué par Nodame en couverture : AltoListe des chapitres : Prélude Leçons 53 à 58                |                   |                   |                  |                   |
| 11 | 13 janvier 2005   | 4-06-340523-0     | 19 octobre 2010  | 978-2-8116-0364-9 |
| Instrument joué par Nodame en couverture : BassonListe des chapitres : Leçons 59 à 64                      |                   |                   |                  |                   |
| 12 | 13 mai 2005       | 4-06-340544-3     | 16 février 2011  | 978-2-8116-0426-4 |
| Instrument joué par Nodame en couverture : ClarinetteListe des chapitres : Leçons 65 à 70                  |                   |                   |                  |                   |
| 13 | 13 septembre 2005 | 4-06-340560-5     | 24 août 2011     | 978-2-8116-0521-6 |
| Instrument joué par Nodame en couverture : HarpeListe des chapitres : Leçons 71 à 76                       |                   |                   |                  |                   |
| 14 | 13 janvier 2006   | 4-06-340575-3     | 18 avril 2012    | 978-2-8116-0669-5 |
| Instrument joué par Nodame en couverture : TimbalesListe des chapitres : Leçons 77 à 82                    |                   |                   |                  |                   |
| 15 | 13 juin 2006      | 4-06-340594-X     | 17 avril 2013    | 978-2-8116-1041-8 |
| Instrument joué par Nodame en couverture : TromboneListe des chapitres : Leçons 83 à 88                    |                   |                   |                  |                   |
| 16 | 13 octobre 2006   | 4-06-340613-X     | 16 octobre 2013  | 978-2-8116-1271-9 |
| Instrument joué par Nodame en couverture : MarimbaListe des chapitres : Leçons 89 à 94                     |                   |                   |                  |                   |
| 17 | 12 février 2007   | 978-4-06-340632-0 | 16 avril 2014    | 978-2-8116-1428-7 |
| Instrument joué par Nodame en couverture : TubaListe des chapitres : Leçons 95 à 100                       |                   |                   |                  |                   |
| 18 | 13 juin 2007      | 978-4-06-340648-1 | 15 octobre 2014  | 978-2-8116-1620-5 |
| Instrument joué par Nodame en couverture : TriangleListe des chapitres : Leçons 101 à 106                  |                   |                   |                  |                   |
| 19 | 13 novembre 2007  | 978-4-06-340673-3 | 1er avril 2015   | 978-2-8116-1905-3 |
| Instrument joué par Nodame en couverture : ContrebasseListe des chapitres : Leçons 107 à 112               |                   |                   |                  |                   |
| 20 | 13 mars 2008      | 978-4-06-340691-7 | 21 octobre 2015  | 978-2-8116-2281-7 |
| Instrument joué par Nodame en couverture : SaxophoneListe des chapitres : Leçons 113 à 118                 |                   |                   |                  |                   |
| 21 | 11 août 2008      | 978-4-06-340712-9 | 8 juin 2016      | 978-2-8116-2742-3 |
| Instrument joué par Nodame en couverture : ChantListe des chapitres : Leçons 119 à 124                     |                   |                   |                  |                   |
| 22 | 10 août 2009      | 978-4-06-340749-5 | 19 octobre 2016  | 978-2-8116-3174-1 |
| Instrument joué par Nodame en couverture : CymbalesListe des chapitres : Leçons 125 à 130                  |                   |                   |                  |                   |
| 23 | 27 novembre 2009  | 978-4-06-340773-0 | 14 juin 2017     | 978-2-8116-3378-3 |
| Instrument joué par Nodame en couverture : PianoListe des chapitres : Leçons 131 à 135 + la dernière leçon |                   |                   |                  |                   |
| 24 | 26 avril 2010     | 978-4-06-340795-2 | 2 novembre 2017  | 978-2-8116-3779-8 |
| Couverture : Chiaki et NodameListe des chapitres : Actes 1 à 5                                             |                   |                   |                  |                   |
| 25 | 17 décembre 2010  | 978-4-06-340826-3 | 23 mai 2018      | 978-2-8116-4241-9 |
| Couverture : Chiaki et NodameListe des chapitres : Actes 6 à 10 + Tanya Canta                              |                   |                   |                  |                   |

### Édition deluxe
| no                                                                       | Japonais          | Japonais          | Français       | Français          |
| no                                                                       | Date de sortie    | ISBN              | Date de sortie | ISBN              |
| ------------------------------------------------------------------------ | ----------------- | ----------------- | -------------- | ----------------- |
| 1                                                                        | 13 septembre 2021 | 978-4-06-525746-3 | 7 février 2024 | 978-2-8116-8430-3 |
| Couverture : NodameListe des chapitres : Leçons 1 à 12 Leçon 0 Leçon 9.5 |                   |                   |                |                   |
| 2                                                                        | 13 octobre 2021   | 978-4-06-525917-7 | 3 avril 2024   | 978-2-8116-8437-2 |
| Couverture : Chiaki, Miné, l'orchestre S                                 |                   |                   |                |                   |
| 3                                                                        | 12 novembre 2021  | 978-4-06-525916-0 | 5 juin 2024    | 978-2-8116-8438-9 |
| 4                                                                        | 13 décembre 2021  | 978-4-06-526455-3 |                |                   |
| 5                                                                        | 13 janvier 2022   | 978-4-06-526536-9 |                |                   |
| 6                                                                        | 10 février 2022   | 978-4-06-526507-9 |                |                   |
| 7                                                                        | 11 mars 2022      | 978-4-06-526928-2 |                |                   |
| 8                                                                        | 13 avril 2022     | 978-4-06-527117-9 |                |                   |
| 9                                                                        | 13 mai 2022       | 978-4-06-528041-6 |                |                   |
| 10                                                                       | 13 juin 2022      | 978-4-06-528152-9 |                |                   |
| 11                                                                       | 13 juillet 2022   | 978-4-06-528529-9 |                |                   |
| 12                                                                       | 12 août 2022      | 978-4-06-528625-8 |                |                   |
| 13                                                                       | 13 septembre 2022 | 978-4-06-529287-7 |                |                   |

## Anime
L'anime est une fidèle adaptation du manga, et apporte en plus le son à l'image. Les morceaux que jouent ou composent les personnages sont la bande-son de chaque épisode.
Ce sont soit des pièces de violon, de piano ou d'orchestre, mais on y trouve aussi du jazz ou des compositions originales. Pour la plupart, cela reste des pièces classiques couramment étudiées en conservatoire, comme du Mozart ou du Beethoven.

### Saison 1
| No  | Titre français                                  | Titre japonais           | Titre japonais              | Date de 1re diffusion |
| No  | Titre français                                  | Kanji                    | Rōmaji                      | Date de 1re diffusion |
| --- | ----------------------------------------------- | ------------------------ | --------------------------- | --------------------- |
| 01  | Lesson 1                                        | Lesson1                  | Lesson1                     | 11 janvier 2007       |
| 02  | Lesson 2                                        | Lesson2                  | Lesson2                     | 18 janvier 2007       |
| 03  | Lesson 3: Queen of Percussion Instruments       | Lesson3: 打楽器の女王    | Lesson3: Dagakki no Joō     | 25 janvier 2007       |
| 04  | Lesson 4: Master Milch's Appearance             | Lesson4: 巨匠ミルヒ登場  | Lesson4: Kyoshō Miruhi Tōjō | 1er février 2007      |
| 05  | Lesson 5: Many Years of S Orchestra's Direction | Lesson5: 千秋Sオケ指揮   | Lesson5: Chiaki S Oke Shiki | 8 février 2007        |
| 06  | Lesson 6: Secession                             | Lesson6: 脱退            | Lesson6: Dattai             | 15 février 2007       |
| 07  | Lesson 7: Kazuo's Many Years                    | Lesson7: カズオな千秋    | Lesson7: Kazuo na Chiaki    | 22 février 2007       |
| 08  | Lesson 8: Milch's Repatriation                  | Lession8: ミルヒー送還   | Lesson8: Miruhī Sōkan       | 1er mars 2007         |
| 09  | Lesson 9: Music Festival                        | Lesson9: 音楽祭          | Lesson9: Ongakusai          | 8 mars 2007           |
| 10  | Lesson 10: The Notion That Where It Can Charm   | Lesson10: 魅せるという事 | Lesson10: Miseru to Iu Koto | 15 mars 2007          |
| 11  | Lesson 11: Piano                                | Lesson11: ピアノ         | Lesson11: Piano             | 22 mars 2007          |
| 12  | Lesson 12: Course                               | Lession12: 進路          | Lesson12: Shinro            | 12 avril 2007         |
| 13  | Lesson 13: Graduation                           | Lesson13: 卒業           | Lesson13: Sotsugyō          | 19 avril 2007         |
| 14  | Lesson 14: Past                                 | Lesson14: 過去           | Lesson14: Kako              | 26 avril 2007         |
| OAV | Lesson 0 (As seen on Animax Asia)               | 特別レッスン1            | Tokubetsu ressun 1          | 16 février 2008       |
| 15  | Lesson 15: Change                               | Lesson15: 変化           | Lesson15: Henka             | 3 mai 2007            |
| 16  | Lesson 16: Starting                             | Lesson16: 始動           | Lesson16: Shidō             | 10 mai 2007           |
| 17  | Lesson 17: Wastefulness                         | Lesson17: 無駄           | Lesson17: Muda              | 17 mai 2007           |
| 18  | Lesson 18: Awakening                            | Lesson18: 覚醒           | Lesson18: Kakusei           | 24 mai 2007           |
| 19  | Lesson 19: Flight                               | Lesson19: 飛翔           | Lesson19: Hishō             | 31 mai 2007           |
| 20  | Lesson 20: World                                | Lesson20: 世界           | Lesson20: Sekai             | 7 juin 2007           |
| 21  | Lesson 21: Accident                             | Lesson21: 異変           | Lesson21: Ihen              | 14 juin 2007          |
| 22  | Lesson 22: End                                  | Lesson22: 最後           | Lesson22: Saigo             | 21 juin 2007          |
| 23  | Lesson 23: Future                               | Lesson23: 未来           | Lesson23: Mirai             | 28 juin 2007          |

### Saison 2
| No | Titre français | Titre japonais                 | Titre japonais                            | Date de 1re diffusion |
| No | Titre français | Kanji                          | Rōmaji                                    | Date de 1re diffusion |
| -- | -------------- | ------------------------------ | ----------------------------------------- | --------------------- |
| 01 | Lesson 1       | Leçon 1                        | Leçon 1                                   | 9 octobre 2008        |
| 02 | Lesson 2       | Leçon 2: 千秋 指揮コンクールへ | Leçon 2: Chiaki Shiki Konkūru e           | 16 octobre 2008       |
| 03 | Lesson 3       | Leçon 3: シュトレーゼマン再会  | Leçon 3: Shutorēzeman Saikai              | 23 octobre 2008       |
| 04 | Lesson 4       | Leçon 4: のだめ憔悴 千秋を拒絶 | Leçon 4: Nodame Shōsui, Chiaki o Kyozetsu | 30 octobre 2008       |
| 05 | Lesson 5       | Leçon 5: 千秋とのだめすれ違い  | Leçon 5: Chiaki to Nodame Surechigai      | 6 novembre 2008       |
| 06 | Lesson 6       | Leçon 6: 千秋常任指揮者に就任  | Leçon 6: Chiaki Jōnin Shikisha ni Shūnin  | 13 novembre 2008      |
| 07 | Lesson 7       | Leçon 7: 千秋とのだめ初共演!?  | Leçon 7: Chiaki to Nodame Hatsu-kyōen!?   | 20 novembre 2008      |
| 08 | Lesson 8       | Leçon 8: 千秋とのだめの再出発  | Leçon 8: Chiaki to Nodame no Saishuppatsu | 27 novembre 2008      |
| 09 | Lesson 9       | Leçon 9: のだめ初リサイタル!   | Leçon 9: Nodame Hatsu-risaitaru!          | 4 décembre 2008       |
| 10 | Lesson 10      | Leçon 10: リサイタルキラキラ星 | Leçon 10: Risaitaru Kirakiraboshi         | 11 décembre 2008      |
| 11 | Lesson 11      | Leçon 11: 最終章・千秋の魔法   | Leçon 11: Saishūshō Chiaki no Mahō        | 18 décembre 2008      |

### Saison 3
| No | Titre français   | Titre japonais    | Titre japonais    | Date de 1re diffusion |
| No | Titre français   | Kanji             | Rōmaji            | Date de 1re diffusion |
| -- | ---------------- | ----------------- | ----------------- | --------------------- |
| 01 | Lesson 1         | Leçon 1           | Leçon 1           | 14 janvier 2010       |
| 02 | Lesson 2         | Leçon 2           | Leçon 2           | 21 janvier 2010       |
| 03 | Lesson 3         | Leçon 3           | Leçon 3           | 28 janvier 2010       |
| 04 | Lesson 4         | Leçon 4           | Leçon 4           | 4 février 2010        |
| 05 | Lesson 5         | Leçon 5           | Leçon 5           | 11 février 2010       |
| 06 | Lesson 6         | Leçon 6           | Leçon 6           | 18 février 2010       |
| 07 | Lesson 7         | Leçon 7           | Leçon 7           | 25 février 2010       |
| 08 | Lesson 8         | Leçon 8           | Leçon 8           | 3 mars 2010           |
| 09 | Lesson 9         | Leçon 9           | Leçon 9           | 10 mars 2010          |
| 10 | Lesson 10        | Leçon 10          | Leçon 10          | 17 mars 2010          |
| 11 | The Final Lesson | La Dernière Leçon | La Dernière Leçon | 24 mars 2010          |

## Musique
Chaque épisode de l'anime est accompagné de la musique que jouent les protagonistes.

### Saison 1
| N° de l'épisode | Nom du morceau                                | Compositeur          | Interprète dans l'anime |
| --------------- | --------------------------------------------- | -------------------- | ----------------------- |
| 1               | 7e symphonie, 4e mouvement                    | Ludwig van Beethoven | Nodame, Chiaki          |
| 1               | le 1er mvt du concerto Empereur n°5           | Ludwig van Beethoven |                         |
| 1               | 2e mvt de la sonate n°8 Pathètique            | Ludwig van Beethoven |                         |
| 1               | Sonate pour deux pianos en ré majeur          | Mozart               | Nodame, Chiaki          |
| 2               | Sonate pour violon no 5 en fa majeur, opus 24 | Ludwig van Beethoven | Chiaki, Nodame et Mine  |
| 2               | Symphonie no 7                                | Ludwig van Beethoven | orchestre de Vieira     |
| 3               | composition originale                         | Shin'ichi Chiaki     | musique de fond         |
| 3               | premier mouvement                             |                      | orchestre de l'école    |
| 3               | version jazz de la composition de Chiaki      | Shin'ichi Chiaki     | Nodame, Mine, Masumi    |
| 4               | à compléter : musique que joue Mine           |                      |                         |
| 4               | musique que joue Nodame                       |                      |                         |
| 4               | musique qu'écoute Chiaki                      |                      |                         |
| 5               | Symphonie no 7                                | Ludwig van Beethoven | l'orchestre S           |
| 6               | Symphonie n°3                                 | Ludwig van Beethoven | l'orchestre S           |
| 7               | Symphonie n°3                                 | Ludwig van Beethoven | l'orchestre S           |
| 8               | morceau de piano 1                            |                      |                         |
| 8               | morceau de piano 2                            |                      | élève inconnu           |
| 8               |                                               | Chopin               | Nodame                  |
| 8               | concert pour piano n°2 en do mineur, op.18    | Rachmaninov          |                         |
| 9               | Allegro Barbaro                               | Bartock              |                         |
| 9               | Symphonie n°5                                 | Dvorack              |                         |
| 10              | Concerto pour Piano n°2                       | Rachmaninov          | Chiaki                  |
| 10              | Rhapsody in Blue                              | Gershwin             | orchestre S             |
| 11              | Concerto pour Piano n°2                       | Rachmaninov          | orchestre A + Chiaki    |
| 11              | Cosi Fan Tutte                                | Mozart               |                         |

## Drama
- Onze épisodes.
- Deux spéciaux (d'une durée de plus d'une heure).
- Deux films de deux heures chacun.

### Édition simple japonaise
1. 1 2  Tome 1
2. 1 2  Tome 2
3. 1 2  Tome 3
4. 1 2  Tome 4
5. 1 2  Tome 5
6. 1 2  Tome 6
7. 1 2  Tome 7
8. 1 2  Tome 8
9. 1 2  Tome 9
10. 1 2  Tome 10
11. 1 2  Tome 11
12. 1 2  Tome 12
13. 1 2  Tome 13
14. 1 2  Tome 14
15. 1 2  Tome 15
16. 1 2  Tome 16
17. 1 2  Tome 17
18. 1 2  Tome 18
19. 1 2  Tome 19
20. 1 2  Tome 20
21. 1 2  Tome 21
22. 1 2  Tome 22
23. 1 2  Tome 23
24. 1 2  Tome 24
25. 1 2  Tome 25

### Édition simple française
1. 1 2  Tome 1
2. 1 2  Tome 2
3. 1 2  Tome 3
4. 1 2  Tome 4
5. 1 2  Tome 5
6. 1 2  Tome 6
7. 1 2  Tome 7
8. 1 2  Tome 8
9. 1 2  Tome 9
10. 1 2  Tome 10
11. 1 2  Tome 11
12. 1 2  Tome 12
13. 1 2  Tome 13
14. 1 2  Tome 14
15. 1 2  Tome 15
16. 1 2  Tome 16
17. 1 2  Tome 17
18. 1 2  Tome 18
19. 1 2  Tome 19
20. 1 2  Tome 20
21. 1 2  Tome 21
22. 1 2  Tome 22
23. 1 2  Tome 23
24. 1 2  Tome 24
25. 1 2  Tome 25

### Édition deluxe japonaise
1. 1 2  Tome 1
2. 1 2  Tome 2
3. 1 2  Tome 3
4. 1 2  Tome 4
5. 1 2  Tome 5
6. 1 2  Tome 6
7. 1 2  Tome 7
8. 1 2  Tome 8
9. 1 2  Tome 9
10. 1 2  Tome 10
11. 1 2  Tome 11
12. 1 2  Tome 12
13. 1 2  Tome 13

### Édition deluxe française
1. 1 2  Tome 1
2. 1 2  Tome 2
3. 1 2  Tome 3